# Пастушок соломонський
Пастушок соломонський (Hypotaenidia woodfordi) — вид журавлеподібних птахів родини пастушкових (Rallidae).

## Поширення
Вид поширений на острові Бугенвіль у Папуа-Новій Гвінеї та на деяких Соломонових островах (Санта-Ісабель, Гуадалканал і, можливо, Шуазель).

## Опис
Великий пастушок з темно-коричневим оперенням у верхній частині та сажисто-сірим у нижній частині, з білими плямами в нижній частині черевця; підкрилля поцятковане білими смугами. Має короткі тонкі ноги світло-блакитного кольору та довгий дзьоб темно-зеленого кольору.

## Спосіб життя
У соломонового пастушка немає чітко визначеного шлюбного періоду, і він може гніздитися в будь-який час року. Гніздо завжди розміщують поблизу водотоків. Це всеїдний вид, його бачили в пошуку їжі на мілководді.